# Seznam leteckých es první světové války
Toto je seznam leteckých es první světové války podle národností (v závorkách jsou uvedeny počty připsaných vítězství).

## Austrálie
- Roderic Dallas (39-48) (viz poznámka níže)
- Robert Little (47)
- A. H. "Harry" Cobby (29)
- Elwyn King (26)
- Alexander Pentland (23)
- Edgar McCloughry (21)
- Richard Minifie (21)
- Edgar Johnston (20)
- Andrew Cowper (19)
- Cedric Howell (19)
- Fred Holliday (17)
- Allan Hepburn (16)
- Francis Ryan Smith (16)
- John Rutherford Gordon (15)
- Roy Cecil Phillipps (15)
- Zdroje:
  - https://web.archive.org/web/20070318034917/http://www.australianflyingcorps.org/2004_2002/people/aces/australianaces.html
  - https://web.archive.org/web/20070318061434/http://www.australianflyingcorps.org/2004_2002/people/aces/afcaces.html
  - http://www.theaerodrome.com/aces/australi/index.php
- Poznámka: Počet vítězství Roderica Dallase je sporný. Za války mu bylo uznáno 39 sestřelů, ale jeho životopisec Adrian Hellwig mu přisuzuje 48 (dříve 50) vítězství ve své nepublikované biografii. Některé webové stránky udávají i 51 (, , ).

## Belgie
- Willy Coppens (37)
- Andre de Meulemeester (11)
- Edmond Thieffry (10)
- Fernand Jacquet (7)
- Adolphe DuBois d'Aische (6)
- Jan Olieslagers (6)
- Zdroj: http://www.theaerodrome.com/aces/belgium/index.php

## Francie
- René Fonck (75)
- Georges Guynemer (53)
- Charles Nungesser (43)
- Georges Felix Madon (41)
- Maurice Jean Paul Boyau (35)
- Michel Joseph Callixte Marie Coiffard (34)
- Léon Jean Pierre Bourjade (28)
- Armand Pinsard (27)
- René Pierre Marie Dorme (23)
- Gabriel Fernand Charles Guérin (23)
- Claude Marcel Haegelen (22)
- Alfred Marie Joseph Heurteaux (21)
- Pierre Marinovitch (21)
- Albert Louis Deullin (20)
- Jacques Louis Ehrlich (19)
- Henri Joseph Marie Hay de Slade (19)
- Bernard Henri Barny de Romanet (18)
- Jean Chaput (16)
- Armand Jean Galliot Joseph de Turenne (15)
- Jean Marie Luc Gilbert Sardier (15)
- Marius Jean Paul Elzeard „Marc“ Ambrogi (14)
- Jean Pie Hyacinthe Paul Jerome Casale (13)
- Omer Paul Demeuldre (13)
- Hector Eugene Joseph Garaud (13)
- Marcel Joseph Maurice Nogues (13)
- Bernard Artigau (12)
- Gustave Victorin Daladier (12)
- Joseph Marie Xavier de Sevin (12)
- Fernand Eugene Guyou (12)
- Marcel Anatole Hugues (12)
- Zdroj: http://www.theaerodrome.com/aces/france/index.php

## Indie
- Indra Lal Roy (10)

## Itálie
- Francesco Baracca (34)

## Kanada
- Billy Bishop (72)
- Raymond Collishaw (62)
- Donald MacLaren (54)
- William G. Barker (50)
- Alfred C. Atkey (38)
- William G. Claxton (37)
- Fall, Joseph S.T. (36)
- McCall, Frederick R.G. (35)
- Quigley, Francis G. (33)
- McKeever, Andrew E. (31)
- Carter, Albert D. (28)
- Hoidge, Reginald T.C. (28)
- McEwen, Clifford M. (27)
- Soden, Frank O. (27)
- Whealy, Arthur T. (27)
- Thomson, William M. (26)
- Rosevear, Stanley W. (25)
- Shields, William E. (24)
- Alexander, William M. (22)
- White, Joseph L.M. (22)
- Edwards, Harold L. (21)
- Hickey, Charles R.R. (21)
- Conn, Kenneth B. (20)
- Lagesse, Camille H.R. (20)
- Fairclough, Arthur B. (19)
- Reid, Ellis V. (19)
- MacKay, George C. (18)
- Carter, Alfred W. (17)
- Edwards, Stearne T. (17)
- Falkenberg, Carl F. (17)
- Bell, Gerald G. (16)
- Burden, Henry J. (16)
- Glen, James A. (15)
- Greene, John E. (15)
- Clement, Carleton M. (14)
- Godfrey, Albert E. (14)
- Sorsoleil, Jack V. (14)
- Thomson, George (14)
- Wallace, Hazel L. (14)
- Williams, Thomas F. (14)
- Armstrong, Frederick C. (13)
- Curtis, Wilfred A. (13)
- Howsam, George R. (13)
- Hoy, Ernest C. (13)
- Hudson, Harold B. (13)
- Keirstead, Ronald M. (13)
- Manuel, John G. (13)
- Wilfrid "Wop" May (13)
- Stanger, Stanley (13)
- Birks, Gerald A. (12)
- Bromley, Ernest C. (12)
- Harrison, William L. (12)
- Hubbard, William H. (12)
- Irving, Gordon B. (12)
- Jenkins, William S. (12)
- Manzer, Roy (12)
- McGregor, Douglas U. (12)
- Rath, Henry C. (12)
- Shook, Alexander M. (12)
- William Stephenson (12)
- Waddington, Melville W. (12)
- James White (12)
- Banbury, Fred Everest (11)
- Chadwick, Arnold Jacques (11)
- Davison, Hiram F. (11)
- Duncan, William J.A. (11)
- Green, Charles D.B. (11)
- Irwin, William R. (11)
- James, Mansell R. (11)
- Johnson, George O. (11)
- Oaks, Harold A. (11)
- Bell, Hilliard B. (10)
- Lloyd S. Breadner (10)
- Roy Brown (10)
- Brown, Frederic E. (10)
- Dodds, Robert (10)
- Koch, Alfred (10)
- Malone, John J. (10)
- McKay, Alfred E. (10)
- Moore, Guy B.v (10)
- Taylor, Frank H. (10)
- Beanlands, Bernard P.G. (9)
- Brown, William H. (9)
- Bulmer, George W. (9)
- Christian, Leo A. (9)
- Dawes, Richard J. (9)
- Del'Haye, Roger A. (9)
- Dixon, George C. (9)
- Forman, James H. (9)
- Goulding, Acheson G. (9)
- Kerby, Harold S. (9)
- McGoun, David M. (9)
- Rogers, William W. (9)
- Salter, Ernest J. (9)
- Spence, Anthony G.A. (9)
- Thompson, Louis M. (9)
- Watson, Kenneth B. (9)
- Craig, William B. (8)
- De Pencier, John D. (8)
- Durrand, William (8)
- Fleming, Austin L. (8)
- Hilton, D'Arcy F. (8)
- Joy, Ernest G. (8)
- Junor, Kenneth W. (8)
- MacDonald, William M. (8)
- Malcolm, Reginald G. (8)
- Marks, George I.D. (8)
- McDonald, Roderick (8)
- Rutherford, William J. (8)
- Sharman, John E. (8)
- Smith, John H. (8)
- Smith, Langley F.W. (8)
- Wilson, Claude M. (8)
- Bell-Irving, Allan D. (7)
- Birmingham, Thomas J. (7)
- Burgess, David L. (7)
- Campbell, Lynn (7)
- Claydon, Arthur (7)
- Davis, Ernest F.H. (7)
- Farrell, Conway M.G. (7)
- Foster, George B. (7)
- Gilroy, Eric C. (7)
- Hilborn, William C. (7)
- Home-Hay, Jeffrey B. (7)
- Jarvis, Arthur E.D.M. (7)
- Jenks, Archibald N. (7)
- Joslyn, Harold W. (7)
- Leitch, Alfred A. (7)
- MacLeod, Malcolm P. (7)
- McConnell, Roy K. (7)
- Morrow, Ernest T. (7)
- Page, John A. (7)
- Puffer, Stanley A. (7)
- Ray, Lewis H. (7)
- Smith, Emerson A.L.F. (7)
- Taylor, Merril S. (7)
- Appleby, Percival E. (6)
- Brock, Cecil G. (6)
- Clappison, Henry G. (6)
- Corey, Irving B. (6)
- Crabb, Earl F. (6)
- Drummond, Jack E. (6)
- Fowler, Herbert H.S. (6)
- Galbraith, Daniel M.B. (6)
- Hewat, Richard A. (6)
- Kelly, Ernest T.S. (6)
- Meek, Earl S. (6)
- Millman, Norman C. (6)
- Nash, Gerald E. (6)
- Parlee, Medley K. (6)
- Swayze, William K. (6)
- Symons, Harry L. (6)
- Trapp, George L. (6)
- Watson, Harry E. (6)
- Wood, Harry A. (6)
- Anderson, George B. (5)
- Bawlf, Louis D. (5)
- Blaicklock, George W. (5)
- Boger, William Otway (5)
- Booth, Edward B. (5)
- Bottrill, William E. (5)
- Compton, Harry N. (5)
- Crompton, John B. (5)
- Cummings, Lumsden (5)
- Duffus, Chester S. (5)
- Eaton, Edward C. (5)
- Elliott, William B. (5)
- Ellis, Sydney E. (5)
- Gauld, George W.G. (5)
- Gillanders, John G. (5)
- Gillespie, William J. (5)
- Grange, Edward R. (5)
- Griffith, Hugh B. (5)
- Hales, John P. (5)
- Hallonquist, Joseph E. (5)
- Hand, Earl M. (5)
- Lally, Conrad T. (5)
- Little, Robert H. (5)
- MacDonald, Ross M. (5)
- MacRae, John F.N. (5)
- Manley, Patrick S. (5)
- McNeaney, John H. (5)
- McRae, Russell F. (5)
- Molyneaux, Harold A.S. (5)
- Mott, Harold E. (5)
- Mulock, Redford H. (5)
- Pugh, John E. (5)
- Russell, J.B. (5)
- Smith, James R. (5)
- Welsh, George A. (5)
- Whitney, Robert K. (5)
- Zdroj: http://www.theaerodrome.com/aces/canada/index.php

## Německo
- Manfred von Richthofen (80)
- Ernst Udet (62)
- Erich Loewenhardt (54)
- Werner Voss (48)
- Josef C.P. Jacobs (48)
- Fritz Rumey (45)
- Rudolph Berthold (44)
- Bruno Loerzer (44)
- Paul Wilhelm Bäumer (43)
- Oswald Boelcke (40)
- Franz Büchner (40)
- Lothar von Richthofen (40)
- Heinrich Gontermann (39)
- Karl Menckhoff (39)
- Theodor Osterkamp (32)
- Karl Bolle (36)
- Julius Buckler (36)
- Max von Müller (36)
- Gustav Dörr (35)
- Otto Könnecke (35)
- Eduard von Schleich (35)
- Emil Thuy (35)
- Josef Veltjens (35)
- Heinrich Bongartz (33)
- Heinrich Kroll (33)
- Kurt Wolff (33)
- Hermann Frommherz (32)
- Paul Billik (31)
- Gotthard Sachsenberg (31)
- Karl Allmenröder (30)
- Carl Degelow (30)
- Josef Mai (30)
- Ulrich Neckel (30)
- Karl Schäfer (30)
- Harald Auffarth (Auffahrt) (29)
- Walter Blume (28)
- Walter von Bülow-Bothkamp (28)
- Robert von Greim (28)
- Arthur Laumann (28)
- Friedrich von Röth (28)
- Otto Bernert (27)
- Otto Fruhner (27)
- Hans Kirschstein (27)
- Karl Thom (27)
- Adolf von Tutschek (27)
- Kurt Wüsthoff (27)
- Oskar von Boenigk (26)
- Eduard von Dostler (26)
- Max Näther (26)
- Oliver von Beaulieu-Marconnay (25)
- Georg von Hantelmann (25)
- Fritz Pütter (25)
- Erwin Böhme(24)
- Georg Meyer (24)
- Hermann Becker (23)
- Hermann Göring (22)
- Hans Klein (22)
- Hans M. Pippart (22)
- Werner Preuss (22)
- Karl Schlegel (22)
- Rudolf Windisch (22)
- Hans von Adam (21)
- Friedrich Altemeier (21)
- Friedrich Friedrichs (21)
- Fritz Höhn (21)
- Friedrich T. Noltenius (21)
- Hans Bethge (20)
- Rudolph von Eschwege (20)
- Wilhelm Frankl (20)
- Hans von Freden (20)
- Walter Göttsch (20)
- Oskar Hennrich (20)
- Otto Kissenberth (20)
- Wilhelm Reinhard(20)
- Otto Schmidt (20)
- Christian Donhauser (19)
- Gerhard Fieseler (19)
- Kurt Wintgens (19)
- Hartmut Baldamus (18)
- Franz Hemer (18)
- Emil Schäpe (18)
- Alexander Zenses (18)
- Hans Böhning (17)
- Walter Böning (17)
- Ernst Hess (17)
- Max Immelmann (17)
- Rudolf Klimke (17)
- Karl Plauth (17)
- Franz Ray (17)
- Hans Joachim Rolfes (17)
- Josef Schwendemann (17)
- Ernst Bormann (16)
- Ludwig Hanstein (16)
- Johannes Klein (letec) (16)
- Karl Odebrett (16)
- Wilhelm A. Seitz (16)
- Hans Weiss (16)
- Karl Bohnenkamp (15)
- Albert Dossenbach (15)
- Rudolf Francke (15)
- Albert Haussmann (15)
- Alois Heldmann (15)
- Otto Löffler (15)
- Hans-Georg von der Marwitz (15)
- Edmund Nathanael (15)
- Wilhelm Neuenhofen (15)
- Viktor von Pressentin von Rautter (15)
- Theodor Quandt (15)
- Julius Schmidt (15)
- Kurt Schneider (15)
- Paul Strähle (15)
- Reinhold Jörke (14)
- Franz Piechulek (14)
- Georg Schlenker (14)
- Rudolf Wendelmuth (14)
- Hans-Joachim Buddecke (13)
- Siegfried Büttner (13)
- Friedrich Christiansen (13)
- Dieter Collin (13)
- Heinrich Geigl (13)
- Robert Heibert (13)
- Johann Janzen (13)
- Christian Mesch (13)
- Otto Rosenfeld (13)
- Kurt Schönfelder (13)
- Erich von Wedel (13)
- Erich Buder (12)
- Theodor Cammann (12)
- Gottfried Ehmann (12)
- Otto Esswein (12)
- Sebastian Festner (12)
- Wilhelm Frickart (12)
- Bertram Heinrich (12)
- Walter Höhndorf (12)
- Gerhard Hubrich (12)
- Hans von Keudell (12)
- Max Kuhn (12)
- Alfred Lindenberger (12)
- Friedrich Manschott (12)
- Hans Müller (12)
- Franz Schleiff (12)
- Renatus Theiller (12)
- Bernhard Ultsch (12)
- Richard Wenzl (12)
- Heinrich Arntzen (11)
- Raven von Barnekow (11)
- Joachim von Busse (Budde) (11)
- Friedrich Classen (11)
- Xaver Dannhuber (11)
- Kurt-Bertram von Döring (11)
- Heinrich Drekmann (11)
- Willi Gabriel (11)
- Stefan Kirmaier (11)
- Fritz Loerzer (11)
- Hans Nülle (11)
- Hermann Pfeiffer (11)
- Reinhold Poss (11)
- Hugo Schäfer (11)
- Rudolf Stark (11)
- Leopold Anslinger (10)
- Paul Aue (10)
- Dietrich Averes (10)
- Hans Berr (10)
- Franz Brandt (10)
- Otto Brauneck (10)
- Martin Dehmisch (Demisch) (10)
- Karl Gallwitz (10)
- Justus Grassmann (10)
- Paul Lotz (10)
- Rudolf Matthaei (10)
- Max von Mulzer (10)
- Alfons Nagler (10)
- Hans Schüz (10)
- Werner Steinhäuser (10)
- Erik Thomas (10)
- Paul Turck (10)
- Paul Wenzel (10)
- Hans Wolff (10)
- Ernst von Althaus (9)
- Arno Benzler (9)
- Konrad Brendle (9)
- Albert Dietlen (9)
- Otto Fitzner (9)
- Friedrich Huffzky (9)
- Herbert W.F. Knappe (9)
- Egon Koepsch (9)
- Fritz Kosmahl (9)
- Walter Kypke (9)
- Helmut Lange (9)
- Gustav Leffers (9)
- Herbert Mahn (9)
- Eberhardt Mohnicke (9)
- Hans Müller (9)
- Karl Pech (9)
- Willi Rosenstein (9)
- Karl Schattauer (9)
- Adolf Schulte (9)
- Georg Weiner (9)
- Paul Achilles (8)
- Ludwig Beckmann (8)
- Karl Bohny (8)
- Aloys von Brandenstein (8)
- Otto Creutzmann (8)
- Günther Dobberke (8)
- Friedrich Ehmann (8)
- Walter Ewers (8)
- Hans-Eberhardt Gandert (8)
- Max Gossner (8)
- Wolfgang Güttler (8)
- Adolf Gutknecht (8)
- Hans von Häbler (8)
- Heinrich Henkel (8)
- Wilhelm Hippert (8)
- Hans Hoyer (8)
- Paul Hüttenrauch (8)
- Michael Hutterer (8)
- Fritz Jacobsen (8)
- Willi Kampe (8)
- Fritz Kieckhäfer (8)
- Franz Kirchfeld (8)
- Arthur Korff (8)
- Fritz Krebs (8)
- Karl Meyer (8)
- Kurt Monnington (8)
- Otto Parschau (8)
- Friedrich Poeschke (8)
- Wolfram von Richthofen (8)
- Claus Riemer (8)
- Karl Ritscherle (8)
- Richard Runge (8)
- Karl Scharon (8)
- Hans Schilling (8)
- Viktor Schobinger (8)
- Carl-August von Schoenebeck (8)
- Wilhelm Schwartz (8)
- Fritz Thiede (8)
- Wilhelm Zorn (8)
- Fritz Anders (7)
- Gerhard Bassenge (7)
- Helmut Brünig (7)
- Theodor Dahlmann (7)
- Helmut Dilthey (7)
- Julius Fichter (7)
- Hermann Gilly (7)
- Hans Goerth (7)
- Gisbert-Wilhelm Groos (7)
- Hermann Habich (7)
- Otto Hartmann (7)
- Georg von Hengl (7)
- Josef Hohly (7)
- Kurt Jacob (7)
- Karl F.K. Jentsch (7)
- Martin Johns (7)
- Christian Kairies (7)
- Emil Koch (7)
- Hans Körner (7)
- Wilhelm Kühne (7)
- Hans Kummetz (7)
- Hermann Leptien (7)
- Albert Josef Lux (7)
- Karl Mendel (7)
- Alfred Niederhoff (7)
- Paul von Osterroht (7)
- Richard Plange (7)
- Johann Pütz (7)
- Josef Raesch (7)
- Gustav Schneidewind (7)
- Marat Schumm (7)
- Georg Strasser (7)
- Karl Treiber (7)
- Kurt Ungewitter (7)
- Franz Walz (7)
- Johannes Werner (7)
- Karl Arnold (6)
- Johann Baur (6)
- Paul Bona (6)
- Moritz-Waldemar Bretschneider-Bodemer (6)
- Albin Bühl (6)
- Harry von Bülow-Bothkamp (6)
- August Burkard (6)
- Karl Deilmann (6)
- Karl Engelfried (6)
- Alfred Fleischer (6)
- Gustav Frädrich (6)
- Mieczysław Sylwester Garsztka (6)
- Friedrich Gille (6)
- Heinrich Haase (6)
- Erich Hahn (6)
- Albert Hets (6)
- Robert Hildebrandt (6)
- Otto Höhne (6)
- Alfred Hübner (6)
- Hans Imelmann (6)
- Johannes Jensen (6)
- Erich Just (6)
- Willy Kahle (6)
- Max Kahlow (6)
- Otto Klaiber (6)
- Gustav Klaudat (6)
- Erich König (6)
- Kurt Küppers (6)
- Hermann K.L. Kunz (6)
- Alfred Lenz (6)
- Ludwig Luer (6)
- Friedrich Mallinckrodt (6)
- Heinrich Maushake (6)
- Emil Meinecke (6)
- Konrad Mettlich (6)
- Alfred Mohr (6)
- Werner Niethammer (6)
- Hans Oberlander (6)
- Rudolf Otto (6)
- Arthur Rahn (6)
- Rudolf Rienau (6)
- Alfons Scheicher (6)
- Karl Schmückle (6)
- Edgar Scholtz (6)
- Erich Schütze (6)
- Wilhelm Schulz (6)
- Gunther Schuster (6)
- Heinrich Seywald (6)
- Erich Sonneck (6)
- Otto Splitgerber (6)
- Georg Staudacher (6)
- Kurt Student (6)
- Hermann Stutz (6)
- Reinhard Treptow (6)
- Hermann Vallendor (6)
- Hans Waldhausen (6)
- Heinrich Wessels (6)
- Siegfried Westphal (6)
- Ernst Wiehle (6)
- Hans Auer (5)
- Bernard Bartels (5)
- Joachim von Bertrab (5)
- Rudolf Besel (5)
- Otto Bieleit (5)
- Eduard Blaas (5)
- Hans-Helmut von Boddien (5)
- Erich Bönisch (5)
- Gustav Borm (5)
- Hans Bowski (5)
- Herbert Boy (5)
- Otto von Breiten-Landenberg (5)
- Friedrich-Karl Burckhardt (5)
- Karl Christ (5)
- Theodor Croneiss (5)
- Wilhelm Cymera (5)
- August Delling (5)
- Wilhelm Fahlbusch (5)
- Ludwig Gaim (5)
- Johannes Gildemeister (5)
- Siegfried Gussmann (5)
- Kurt Haber (5)
- August Hanko (5)
- Friedrich Hengst (5)
- Kurt Hetze (5)
- Hermann Juhnke (5)
- Werner Junck (5)
- Wilhelm Kohlbach (5)
- Johann Kopka (5)
- Wilhelm Leusch (5)
- Heinrich Lorenz (5)
- Hans H. Marwede (5)
- Erich Meyer (5)
- Hans-Georg von der Osten (5)
- Leopold Reimann (5)
- Hans Rosencrantz (5)
- Richard Paul Rothe (5)
- Richard Rübe (5)
- Theodor Rumpel (5)
- Johann Schlimpen (5)
- Roman Schneider (5)
- Herbert Schröder (5)
- Friedrich Schumacher (5)
- Konrad Schwartz (5)
- Kurt Seit (5)
- Eugen Siempelkamp (5)
- Wilhelm Sommer (5)
- Helmut Steinbrecher (5)
- Wilhelm Stör (5)
- Karl Strünklenberg (5)
- Willy Thöne (5)
- Alwin Thurm (5)
- Oswald Tränkner (5)
- Gerold Tschentschel (5)
- Alfred Ulmer (5)
- Hans Viebig (5)
- Werner Wagener (5)
- Hasso von Wedel (5)
- Ernst Wiessner (5)
- Kurt Wissemann (5)
- Martin Zander (5)

## Rakousko-Uhersko
- Godwin von Brumowski (35)
- Julius Arigi (32)
- Benno Fiala von Fernbrugg (28)
- Frank Linke-Crawford (27)
- Josef Kiss (19)
- Franz Gräser (18)
- Eugen Bönsch (16)
- Stefan Fejes (16)
- Ernst Strohschneider (15)
- Adolf Heyrowsky (12)
- Kurt Gruber (11)
- Franz Rudorfer (11)
- Friedrich Navratil (10)
- Raoul Stojsavljevic (10)
- Gottfried von Banfield (9)
- Otto Jindra (9)
- Georg Kenzian (9)
- Ferdinand Udvardy (9)
- Zdroj: http://www.theaerodrome.com/aces/austrhun/index.php

## Rusko
- Alexandr Kazakov (20, +4 nepotvrzené)
- Jevtgraf Kruten (17)
- Vasilij Jančenko (16)
- Pavel Argeev (15, včetně 9 pro Francii)
- Ivan Vasiljevič Smirnov (11)
- Donat Makijonok (9)
- Grigorij Suk (9)
- Vladimir Stržiževskij (7)
- Konstantin Vakulovskij (6)
- Ivan Lojko (6, +3 nepotvrzené)
- Nikolaj Kokorin (5)
- Ivan Alexandrovič Orlov (5, včetně 1 pro Francii)
- Alexander Prišvanov (5)
- Jurij Gilšer (3, +2 nepotvrzené)
- Pjotr Nesterov (provedl první „taran“ v dějinách letectví)
- Zdroj: http://www.avia-hobby.ru/publ/aces/rus1.html

## Spojené státy americké
- Edward V. Rickenbacker (26)
- Frederick Libby (24)
- William C. Lambert (21,5)
- Frederick W. Gillette (20)
- John P. Malone (20)
- Wilfred Beaver (19)
- Frank L. Hale (18)
- Paul T. Iacacci (18)
- Frank Luke Jr (18)
- Raoul G. Lufbery (17)
- Harold A. Kullberg (16)
- Clive T. Warman (15)
- George A. Vaughn Jr (13)
- Frank L. Baylies (12)
- Louis B. Bennett (12)
- Field E. Kindley (12)
- James W. Pearson (12)
- David E. Putnam (12)
- Elliot W. Springs (12)
- Thayer A. Iacacci (11)
- Reed G. Landis (10)
- O.C. "Boots" LeBoutillier (10)
- Jacques M. Swaab (10)
- Paul F. Baer (9)
- Thomas G. Cassady (9)
- John S. Griffith (9)
- Chester E. Wright (9)
- James D. Beane (8)
- Charles J. Biddle (8)
- James J. Connelly (8)
- Hamilton Coolidge (8)
- Henry R. Clay Jr (8)
- Jesse O. Creech (8)
- John O. Donaldson (8)
- William P. Erwin (8)
- Lloyd A. Hamilton (8)
- Frank O. Hunter (8)
- Clinton Jones (8)
- Gorman Larner (8)
- James A. Meissner (8)
- Edwin C. Parsons (8)
- Joseph F. Wehner (8)
- Wilbur W. White (8)
- Charles J. Biddle (7)
- Howard Burdick (7)
- Reed M. Chambers (7)
- Harvey W. Cook (7)
- Lansing C. Holden (7)
- John W. Huffer (7)
- John K. McArthur (7)
- Wendel A. Robertson (7)
- Leslie J. Rummel (7)
- Karl J. Schoen (7)
- Sumner Sewall (7)
- William H. Stovall (7)
- Byrne V. Baucom (6)
- Arthur R. Brooks (6)
- Douglas Campbell (6)
- Edward P. Curtis (6)
- Charles R. D'Olive (6)
- Arthur R. Esterbrook (6)
- Murray K. Guthrie (6)
- James N. Hall (6)
- Leonard C. Hammond (6)
- Harold E. Hartney (6)
- Frank K. Hayes (6)
- Donald Hudson (6)
- James A. Keating (6)
- Howard C. Knotts (6)
- Robert A. Lindsay (6)
- Ralph A. O'Neill (6)
- William T. Ponder (6)
- Kenneth L. Porter (6)
- E.M. Roberts (6)
- Frank A. Robertson (6)
- Martinus Stenseth (6)
- William Thaw (6)
- Edgar G. Tobin (6)
- Jerry Vasoncelles (6)
- Remington D. Vernam (6)
- William T. Badham (5)
- Hilbert L. Baer (5)
- Clayton L. Bissell (5)
- Harold R. Buckley (5)
- Lawrence K. Calahan (5)
- Everett R. Cook (5)
- H.C. Ferguson (5)
- George W. Furlow (5)
- Harold H. George (5)
- Charles G. Gray (5)
- Edward M. Haight (5)
- James A. Healy (5)
- David S. Ingalls (5)
- James Knowles Jr (5)
- Dean I. Lamb (5)
- Frederick E. Luff (5)
- Francis P. Magoun (5)
- Alexander Matthews (5)
- Ewart S. Miller (5)
- Zenes R. Miller (5)
- J. Sidney Owens (5)
- W. J. Pace (5)
- David M. Peterson (5)
- Norman Prince (5)
- Orville A Ralston (5)
- John J Seerley (5)
- Victor H Strahm (5)
- Francis M Symonds (5)
- William D Tipton (5)
- Robert M Todd (5)
- Rodney D Williams (5)
- Charles H Veil (5)
- Ryan Baas (5)

## Velká Británie
- Edward Corringham "Mick" Mannock (61)
- James McCudden (57)
- George Edward Henry McElroy (47)
- Thomas Falcon Hazell (43)
- Albert Ball (44)
- Dennis Latimer (28)
- Arthur Percival Foley Rhys Davids (25)
- William John Charles Kennedy-Cochran-Patrick (21)
- William Earle "Moley" Molesworth (18)
- Walter Alexander Tyrrell (17)
- John J. Cowell (16)
- Alfred Mills (15)
- Oscar Aloysius Patrick Heron (13)
- Guy William Price (12)
- Alfred William Saunders (12)
- Thomas Elliott (11)
- Albert Gregory Waller (11)
- Edward Dawson Atkinson (10)
- Patrick Anthony Langan-Byrne (10)
- Francis Dominic Casey (9)
- Christopher Draper (9)
- Cyril Nelson Lowe (9)
- Standish Conn O'Grady (9)
- Henry George Crowe (8)
- Forde Leathley (8)
- Giles Noble Blennerhasset (7)
- Sidney Edward Cowan (7)
- Lanoe George Hawker (7)
- David Mary Tidmarsh (7)
- Lovell Dickens Baker (6)
- Eric Bourne Coulter Betts (6)
- William Jameson Cairnes (6)
- Thomas Sydney Chiltern (6)
- Maurice Lea Cooper (6)
- Victor Henry Huston (6)
- Sydney Leo Goerge Pope (6)
- William Upton Tyrrell (6)
- Joseph Creuss Callaghan (5)
- Edward T. Caulfield-Kelly (5)
- Edward C. Gribben (5)
- Edward Partrick Hartigan (5)
- G. McCormack (5)
- Thomas Proctor (5)